# Trydarssus nobilitatus
Trydarssus nobilitatus là một loài nhện trong họ Salticidae.
Loài này thuộc chi Trydarssus. Trydarssus nobilitatus được Hercule Nicolet miêu tả năm 1849.